# Römerbriefvorlesung (Martin Luther)

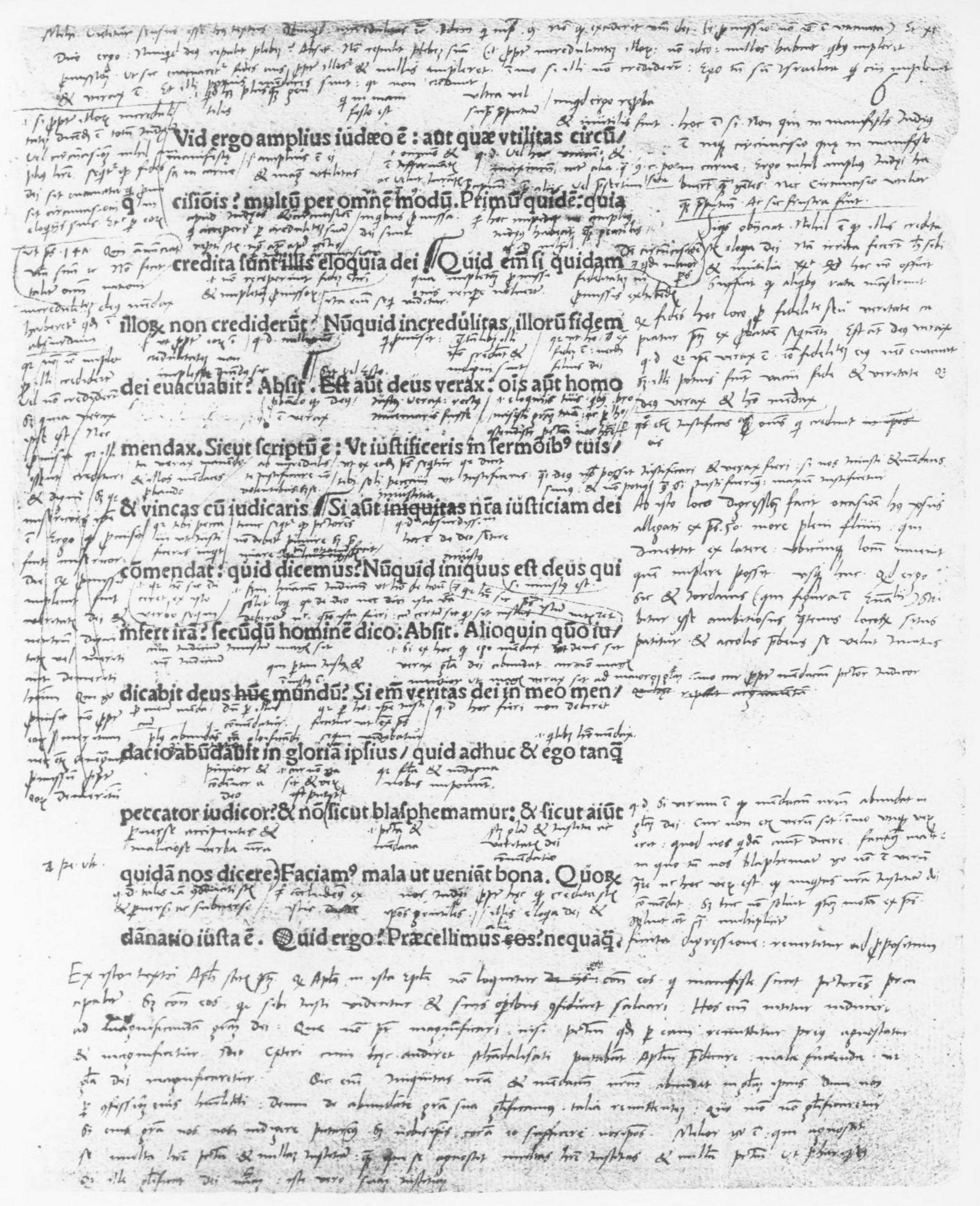
Seite aus Luthers Handexemplar (Römer 3, 1–9a) mit eigenhändigen Kommentaren für die Vorlesung

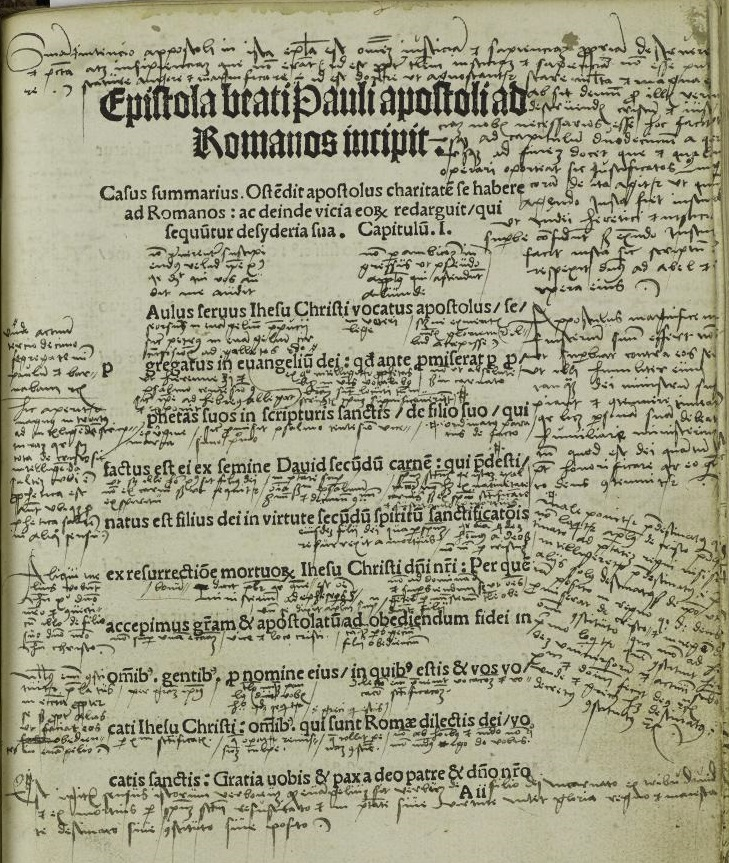
Erste Seite des Druckexemplars des Römerbriefs mit großen Zeilenabständen für Martin Luthers Römerbrief-Vorlesung 1515; handschriftliche Notizen des Studenten Sigismund Reichenbach (Anhaltische Landesbücherei Dessau, Signatur Georg 1049a; UNESCO-Weltdokumentenerbe)

Die Römerbriefvorlesung Martin Luthers in den Jahren 1515 bis 1516 an der Universität Wittenberg wird als Wendepunkt seiner Theologie angesehen. Das gilt weniger für die Vorlesung selbst, die vor einem recht kleinen Publikum stattfand, dafür umso mehr für die Wiederentdeckung der Quellen dieser Vorlesung, die von Johannes Ficker 1909 ediert wurden und die sogenannte Lutherrenaissance auslösten.

## Die Vorlesung
Als damals von Luther beeindruckter Student, später zum Katholizismus zurückgekehrter Kanoniker hat Johannes Oldekop anschaulich von Luthers Römerbriefvorlesung berichtet: 

„Jm jare 1515 des mandages na dem witten sondage, is Quasimodogeniti kam ik to Wyttenberge ... Und umme de tit hof an Doctor Martinus Luther epistolas Pauli ad Romanos lesende. Der Doctor hadde darup bi Johan Grunenberg den bokdruker bestellet, dat de epistula Pauli de rige ein wiet von der andern gedrucket wart umme gloserens willen.“

„Im Jahr 1515, am Montag nach dem Weißen Sonntag, das ist Quasimodogeniti, kam ich nach Wittenberg. … Und um diese Zeit hob Doktor Martinus Luther an, die Briefe (sic!) des Paulus an die Römer zu lesen. Der Doktor hatte dazu bei Johann Grunenberg, dem Buchdrucker, bestellt, dass der Brief des Paulus, die Zeilen eine weit von der andern, gedruckt wurde um der Glossen willen.“
Es war diese Beschreibung eines besonderen Drucks für die Hand der Studenten, die Ficker dazu veranlasste, alle europäischen Bibliotheken und Privatpersonen, die dafür in Frage kamen, anzuschreiben, ob solche studentischen Nachschriften noch irgendwo erhalten seien.

## Luthers Vorlesungsmanuskript
Wie er es schon bei seiner Psalmenvorlesung getan hatte (siehe: Wolfenbütteler Psalter), ließ Luther auch für seine zweite Vorlesung bei dem Wittenberger Drucker Rhau-Grunenberg den lateinischen Bibeltext mit weiten Zeilenabständen und breiten Seitenrändern drucken, so dass die Studenten, aber auch er selbst, in diesem Text handschriftliche Notizen (Glossen) eintragen konnten.
Es geht im Folgenden um verschiedene Exemplare dieses Druckwerks mit ihren jeweiligen handschriftlichen Ergänzungen. 
Die 28 Blätter waren, so wie sie die Druckerpresse verließen, etwa 17,8 cm breit und 21,5 cm hoch. Teilweise wurden sie nachträglich beschnitten und dadurch kleiner. Der Titel lautete: „Divi Pauli apostoli ad Romanos Epistola.“ Auf Blatt 28a endete der gedruckte Bibeltext mit dem Vermerk: „Wittenburgii in aedib. Joan: Grunenbergii. Anno M D XV. Apud Augustinianos.“ Es ist nicht klar, welche lateinische Textvorlage des Römerbriefs Grunenbergs kleine Offizin benutzte. Der Drucktext des Römerbriefs folgte wohl grundsätzlich der Textfassung von Johann Froben, Basel 1509, war jedoch vielfach abhängig von der Vulgatafassung des Jacques Lefèvre d’Étaples, und berücksichtigte eigene textkritische Entscheidungen Luthers. Der Korrektor, wenn es ihn gab, habe jedoch, so Ficker, „undurchsichtig und nicht sorgfältig gearbeitet.“
Am Beginn jedes Römerbrief-Kapitels bietet der Druck kurze Inhaltsangaben (Summarien) des Nikolaus von Lyra.

### Original
Nachdem Ficker schon ausgedehnte Recherchen nach Luthers Handexemplar des Römerbriefs angestellt hatte, fragte er auch in Berlin allgemein nach Handschriften aus der Reformationszeit und erhielt zu seiner „höchsten Überraschung die Antwort, daß das Manuskript sich dort befinde, seit langer Zeit schon aufbewahrt im Schaukasten der Königlichen Bibliothek. Versehen können natürlich überall vorkommen...“
Luthers Handexemplar, 156 Blätter (davon Bl. 50 ein eingelegtes Blatt), hatte in der Königlichen Bibliothek Berlin die Signatur  Ms. theol. lat. qu. 21 (manuscripta theologica latina in quarto 21). Es hat einen Prachteinband mit der Jahreszahl 1582 und stammte ursprünglich aus der Königlichen Hofbibliothek Dresden, wie das Wappen-Supralibros beweist. Blatt 1 bis 28 enthalten den gedruckten Bibeltext mit den Glossen, Blatt 29 bis 152 die Scholien. Mit roter Tinte hatte Luther Überschriften hervorgehoben und Sätze unterstrichen.
Das Original ist „gegenwärtig für die Forschung nicht zugänglich“, so dass man diesbezüglich bis heute auf die 1909 von Ficker veranlassten, hochwertigen Lichtdrucke des Manuskripts angewiesen ist. „Das Autograph Luthers, das ursprünglich in Berlin aufbewahrt wurde und dann lange als Kriegsverlust galt, befindet sich in der Jagiellonenbibliothek in Krakau.“ Es ist Teil des als Berlinka bekannten kriegsbedingt verlagerten Kulturguts.

### Handschriftliche Kopie
Eine für Luthers Zeit sehr sorgfältig angefertigte Abschrift mehrerer Kopisten fand Ficker in der Vatikanischen Bibliothek (Bibliotheca Palatina lat. 1826). Sie hatte von Johannes Aurifaber den eigenhändigen Titel: „Commentarius D. M. Lutheri in Epistolam Pauli ad Romanos ex autographo descriptus“ erhalten. Die Handschrift war aus der Privatbibliothek Ulrich Fuggers im Jahr 1571 in die Palatina gelangt.

## Studentische Nachschriften
Es gibt fünf mehr oder weniger vollständige studentische Exemplare des Rhau-Grunenbergschen Drucks. 
Die Mitschrift von Sigismund Reichenbach, die in Dessau aufbewahrt wird, wurde für das Weltdokumentenerbe ausgewählt. Denn sein Text kommt Luthers Manuskript am nächsten, außerdem hat Gabriele Schmidt-Lauber wahrscheinlich machen können, dass Luther Teile seines Manuskripts im Hörsaal nicht vorgetragen hat (so dass sie in den studentischen Mitschriften fehlen). Diese Selbstzensur Luthers betraf besonders kritische und polemische Spitzen.
Ein weiteres Exemplar mit handschriftlichen Glossen erhielt Ficker zur Ansicht aus der Bibelsammlung in Stuttgart. Es hat heute in der Württembergischen Landesbibliothek die Signatur: Ba lat.151503. Außerdem erhielt Ficker einen Hinweis auf ein weiteres Exemplar in der Ratsschulbibliothek Zwickau.
Eine studentische Mitschrift der Vorlesung befindet sich in der Hofbibliothek Aschaffenburg und eine weitere in Rom.

## Inhalt
Erstmals beschäftigte sich Luther als Professor mit einem im Original griechischen Bibeltext. Seine Exkurse zur griechischen Sprache bleiben aber recht elementar, da er offenbar zeitlebens mehr Interesse am Hebräischen als am Griechischen hatte. Der für die Vorlesungen angefertigte Sonderdruck des Briefs bot den lateinischen Vulgatatext.
Der Text des Römerbriefs wird von Luther in zwei Hauptteile gegliedert:
- Römer 1–12 Paulus zerstört jede menschliche Weisheit, um die Bedeutung Christi hervorzuheben.
- Römer 13–16 Paulus lehrt das richtige Handeln. „Demgemäß finden sich die meisten gegenwartsbezogenen und kritischen Bemerkungen in den Ausführungen zu diesen letzten vier Kapiteln.“[18]

Das neue Verständnis der Gerechtigkeit Gottes erschloss sich für Luther nicht zeitgleich mit seiner Römerbriefvorlesung, sondern es deutete sich schon in der ersten Psalmenvorlesung an. Auch wenn Luther rückblickend von einem reformatorischen Durchbruch (Turmerlebnis) sprach, scheint es doch so, dass die neuen Einsichten in ihm von der Psalmen- bis zur Römerbriefvorlesung allmählich reiften.
Von Paulus (Röm 5,14 ) lernte Luther ein radikaleres Verständnis der menschlichen Sünde und kam dadurch zum Bruch mit dem traditionellen Menschenbild der Scholastik. Die scholastischen Positionen wurden immer mehr zum Gegenüber, von dem sich Luther durch diese Vorlesung distanzierte.

## Zeitnahe Auswirkungen
Dass die studentischen Nachschriften Spuren der Überarbeitung zeigen und dass sie überhaupt aufbewahrt wurden, ist ein Hinweis darauf, dass die Römerbriefvorlesung, mehr als die vorausgegangene Psalmenvorlesung, im akademischen Wittenberg als bemerkenswert angesehen wurde.
Der Student Bartholomäus Bernhardi aus Feldkirch zeigte bei seinem Promotionsverfahren zum Baccalaureus sententiarus im September 1516, dass er die Konsequenzen aus der Vorlesung im Blick auf die Rechtfertigungslehre zu ziehen wusste. Noch deutlicher wurde der Bruch mit der Scholastik ein Jahr später, als Franz Günther aus Nordhausen in seinem Promotionsverfahren zum Baccalaureus biblicus eine Reihe von Thesen zu verteidigen hatte, die Luther für ihn verfasst hatte, darunter diese beiden: Es ist falsch, zu behaupten, ohne Aristoteles wird man kein Theologe (Nr. 43). Vielmehr wird man Theologe nur ohne Aristoteles (Nr. 44).

## Zitat
„Unser Samariter Christus hat den halbtoten Menschen, seinen Kranken, zur Pflege in die Herberge aufgenommen und begonnen, ihn zu heilen, nachdem er ihm volkommene Gesundheit zum ewigen Leben zugesagt hat. Er rechnet ihm die Sünde, d. h. die Begierden, nicht zum Tode an, sondern verwehrt ihm nur inzwischen in der Hoffnung auf die verheißene Gesundung das zu tun und zu lassen, wodurch jene Genesung aufgehalten und die Sünde, d. h. die böse Begierde gesteigert werden könnte. Ist er damit vollkommen gerecht? Nein, sondern er ist zugleich ein Sünder und ein Gerechter (Non, Sed simul peccator et Iustus); Sünder in Wirklichkeit, aber gerecht kraft der Ansehung und der gewissen Zusage Gottes, daß er ihn von der Sünde erlösen wolle, bis er ihn völlig heilt, und so ist er vollkommen heil in Hoffnung, in Wirklichkeit aber ein Sünder (Ac per hoc sanus perfecte est in spe, In re autem peccator) ...“ (WA 56, S. 272, 11–20)